# Легат (чиновник)

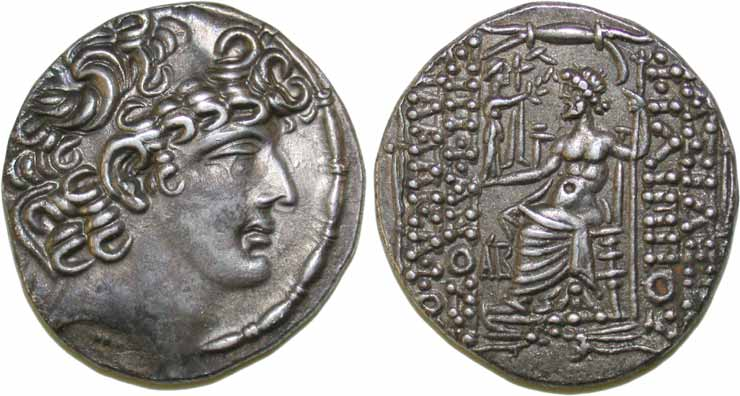
Тетрадрахма Авла Габінія в часи його проконсульства у Сирії

Лега́т (чиновник, урядовець, помічник намісника) (лат. legatio, також legatus) — це посланець сенату Римської республіки до намісника (пропретора або проконсула) для допомоги у справах адміністрування провінції.

## Історія
Від сер. III ст. до н. е., коли з'явилися провінції, легати почали отримувати призначення з супроводу намісників та допомоги їм у всіх справах адміністрування. Хоча легатів призначав сенат, він враховував побажання намісників: часто це була делегація з 3 легатів, іноді більше, інколи навіть до 10, які належали до сенаторського стану і перебували в тісних стосунках зі своїм начальником. Обов'язки легатів не були обумовлені наперед, їх визначав місцевий намісник: у мирних провінціях легати займалися мирними заняттями (судові, поліцейські функції тощо), у віддалених прикордонних областях вони часто мали військовий характер (охороняли табір, командували частиною війська у битві тощо).
На початку II ст. до н. е. були запроваджені посади постійних легатів при намісниках у заморських провінціях, згодом вони з'явилися і у самій Італії. Вони входили до ради командувача (consilium), деякі історики вбачають серед функцій таких рад нагляд за діями місцевого магістрату. Кількість постійних легатів при намісниках була різною: 1 при пропреторі і 3 при проконсулі, а у виняткових випадках — по 15 і навіть 25 (наприклад, Гней Помпей, за Габінієвим законом 67 року, отримав 15 легатів). Особливих інсигній у таких легатів не було, але, як і сенатори, вони мали право тримати при собі лікторів.
Відомо, що після Третьої Пунічної війни і завоювання Карфагенської держави у 146 до н. е. була створена колегія з 10 легатів (decem legati), за допомогою яких магістрат облаштовував справи у щойно підкореній країні, згідно декретів сенату.
Якщо магістрат залишав свою провінцію, один з легатів займав його місце, отримував його відзнаки і владу свого начальника. Ці легати називалися legatus pro praetore або legatus proconsulis pro praetore — в залежності від того, кого вони заміняли (пропретора чи проконсула). Наприкінці епохи республіки такі заміни почастішали і вже легати на чолі провінцій згадуються просто як legatus, без жодної згадки про посаду намісника, обов'язки якого він виконував. Іноді траплялося, що консул роками вів війну, або проконсул дуже довго перебував поза своєю провінцією у якихось невідкладних справах, а керування своїми провінціями вони здійснювали через призначених ними легатів.

### Довідники
- Легат // Большая советская энциклопедия : в 30 т. / главн. ред. А. М. Прохоров. — 3-е изд. — М. : «Советская энциклопедия», 1969—1978. (рос.)
- legatio // WordSense Dictionary. — 2025. (англ.)
- Legatus // Реальный словарь классических древностей / под ред. членов Общества классической филологии и педагогики Любкер Ф., Ф. Гельбке, Л. Георгиевского, Ф. Зелинского, В. Канского, М. Куторги и П. Никитина. — СПб., 1885. — С. 727—728.(нім.)(рос.)
- Легаты, у римлян // Энциклопедический словарь : в 86 т. (82 т. и 4 доп.) / под ред. К. К. Арсеньева и Ф. Ф. Петрушевского. — СПб. : Ф. А. Брокгауз, И. А. Ефрон, 1896. — Т. XVII (33) : Култагой — Лёд. — С. 451—452. (рос.)
- Legatus // A Dictionary of Greek and Roman Antiquities / William Smith, D.C.L., LL.D. — London, England : John Murray, 1875. — 1294 с. (англ.)

### Статті
- Дрязгунов К. В. Legati Augusti pro praetore как наместники провинций // сайт «Римская слава». — 2009.